# Jean Desanlis
Pour les articles homonymes, voir Desanlis.
Jean Desanlis, né le 5 septembre 1925 à Montloué (Aisne) et mort le 5 février 2023 à Paimpol,, est un homme politique français.

## Biographie
Sorti de l'École nationale vétérinaire d'Alfort en 1950, Jean Desanlis exerce d'abord sa profession à Montoire puis s'installe à Vendôme en juin 1951.
Il est élu au conseil municipal de Vendôme en mars 1959, sous le mandat de Gérard Yvon, puis il devient maire-adjoint en 1974, Robert Lasneau étant maire, et sera réélu en 1983.
Aux élections cantonales de septembre 1973, il est élu conseiller général du canton de Saint-Amand-Longpré, puis réélu en 1982. Il devient vice-président du conseil général en 1976. Parallèlement, sous l'étiquette de l'Union centriste puis de l'UDF, il est député de Loir-et-Cher (3e circonscription) le 2 avril 1973 puis réélu sans interruption jusqu'au 21 avril 1997.
Il est signataire de l'« appel des 43 » en faveur d'une candidature de Valéry Giscard d'Estaing à l'élection présidentielle de 1974.